# Marie-Louise Pierson
 (avril 2025).
Motif : Absence de sources secondaires centrées d'envergure
- Archive Wikiwix
- Bing
- Cairn
- DuckDuckGo
- E. Universalis
- Gallica
- Google
- G. Books
- G. News
- G. Scholar
- Persée
- Qwant
- (zh) Baidu
- (ru) Yandex
- (wd) trouver des œuvres sur Wikidata

| 1. | Préciser le motif de la pose du bandeau. | Précisez le motif de la pose du bandeau en utilisant la syntaxe suivante : {{admissibilité à vérifier\|date=juin 2025\|motif=remplacez ce texte par le motif}}                            |
| 2. | Informer les utilisateurs concernés.     | Pensez à avertir le créateur de l'article, par exemple, en insérant le code ci-dessous sur sa page de discussion : {{subst:avertissement admissibilité à vérifier\|Marie-Louise Pierson}} |

Œuvres principales
L'Image de Soi (2005)
Marie-Louise Pierson est une psychanalyste, psychodramatiste, auteure, essayiste et modèle photographique née le 11 août 1941 à Neuilly-sur-Seine.

## Biographie

### Mannequin chez Chanel et modèle pour de grands noms de la photographie
Née dans une famille d'artistes musiciens, Marie-Louise Pierson a 17 ans lorsqu'elle rencontre par hasard Coco Chanel et devient mannequin pour ses premiers défilés.
En 1957, elle rencontre Frank Horvat, photojournaliste de renom qui rentre d'un tour du monde et va renouveler la photo de mode en privilégiant, loin des artifices sophistiqués des studios, la spontanéité d'une femme plus décontractée et dépouillée de ses fards. Elle devient sa compagne et son égérie. En 1967 naît leur fils David Horvat.
En Europe et aux Etats-Unis, Marie-Louise Pierson pose pour de grands photographes de mode (Frank Horvat, mais aussi Helmut Newton, David Bailey, Jeanloup Sieff...) et collabore à plusieurs publications internationales: Vogue, Harpers Bazaar et Vanity Fair aux Etats-Unis, Marie-Claire et le Jardin des modes en France.

### Psychanalyste et psychodramatiste
Après ces années passées dans la mode où il lui faut apprendre à "être un caméléon" et à "changer constamment d'identité", elle décide de faire des études de psychologie pour "trouver un équilibre".
En 1964, elle rencontre le psychiatre Jacob Levy Moreno et sa femme Zerka Moreno, co-créateurs du psychodrame morénien, qui ont ouvert un centre de formation, l'Institut Moreno, à Beacon, à 150 km de New-York. Là-bas, elle suit leur enseignement et se passionne pour le psychodrame, cette théâtralisation basée sur l'action, la créativité, la spontanéité et le jeu scénique, permettant de revisiter sa vie et son inconscient à travers de petits scénarios mais aussi d'expérimenter de nouvelles façons de répondre aux situations difficiles.
Directeur de psychodrame Moreno en 1969, Marie-Louise Pierson utilisera ensuite le psychodrame en complément de sa pratique analytique. Elle ouvre son cabinet de psychanalyste-psychodramatiste à Boulogne-Billancourt en 1974. Elle est membre de la Société de Psychanalyse Freudienne.

### Auteure et essayiste
Marie-Louise Pierson rencontre en 1979 le philosophe Jacques Sojcher, qui l'invite au Congrès de l'Université Libre de Bruxelles sur "La séduction" dans l'Abbaye de la Cambre (Belgique). Elle y intervient aux côtés de Philippe Sollers, Jean Baudrillard, Chantal Akerman ou Francis Martens . Sa communication, "Le model", est reprise dans des médias (texte "d'une lumineuse intelligence" pour Jean-Luc Pinard-Legry dans "La Quinzaine littéraire", juillet 1980) et des livres ("La photographie de mode", Frédéric Monneyron, p. 122-123).
Elle contribue ensuite régulièrement à la revue « Ah! », nouvelle revue de l’ULB (Université Libre de Bruxelles), codirigée par Jacques Sojcher et Virginie Devillers. Aux côtés d’autres intellectuels (écrivains, philosophes, sociologues...), elle signe par exemple dans « L’obscénité des sentiments » (2005), « Métaphysique de la mode » (2008), « Femmes, je vous aime » (2011)... Elle collabore également à la revue américaine de l’ASGPP (American Society of Group Psychotherapy and Psychodrama).
Marie-Louise Pierson est également, en solo, l’auteure de plusieurs livres. C’est de son exploration des nouvelles thérapies humanistes à l’Institut Esalen, en Californie, dans les années 60, qu’elle tire le « Guide des psychothérapies » (MA Editions, 1987), dans lequel elle dresse un véritable état des lieux des psychothérapies.
Inspirée par le Stade du miroir théorisé par le psychiatre Jacques Lacan mais aussi par la vision du psychosociologue canadien Erving Goffman sur la communication et la construction de l’identité personnelle et sociale, elle s’intéresse ensuite à « L’Image de Soi ». Concept pétale mêlant psychologie, sociologie, anthropologie, communication et développement personnel, elle le dépose à l’INPI (Institut National de la Propriété Industrielle) en 2002.
D’abord paru en édition illustrée en 1991, « L’Image de Soi Mode d’emploi » paraît ensuite chez Eyrolles en 2005 et sera traduit en plusieurs langues (en espagnol - "La Imagen Personal", Deusto Ediciones, 1993 ou encore en italien - "Come costruire la propria immagine", Franco Angeli, 2002).
Utilisant l’Image de Soi comme opérateur de transformation pour articuler l’image que l’on a de soi et celle que l’on donne à voir aux autres, Marie-Louise Pierson devient conseil auprès d'hommes politiques et en entreprise où elle propose la Lecture d'Image (également déposée à l'INPI), une méthode destinée à mieux comprendre et maitriser son image. Dans "Valorisez votre image" (Eyrolles, 2004) , elle sensibilise aux enjeux de l'apparence dans le monde professionnel et donne les clés d'une bonne Image de Soi dans l'entreprise. Reconnue comme une spécialiste de l’Image de Soi, elle est régulièrement sollicitée par les journalistes pour divers articles de presse et émissions de télévision.

## Publications
- « Guide des psychothérapies » ,MA Editions, 1987

- « L’Image de Soi, mode d’emploi », Editions d'Organisation, 1991

- « Guide des psychothérapies. De la psychanalyse au développement personnel », Bayard, 1993

- « L’intelligence relationnelle», Eyrolles, 2003

- « Valorisez votre image », Eyrolles, 2004

- « L’Image de Soi », Eyrolles, 2005

- « Renaître après la dépression », Eyrolles, 2007

- « La dépression, une nouvelle chance de bonheur », Genèse Editions, 2016

### Contributions à des articles de presse
"Nos vêtements disent tout de nous!", Le Figaro, 20 novembre 2006
"Mes vêtements déterminent-ils celle que je suis?", Marie-Claire, janvier 2009
"Se maquiller pour être soi", Psychologies, 10 février 2011
"Les Françaises dans le miroir", Le Figaro Madame, 31 octobre 2014
"Les Français ne se trouvent pas si beaux", Le Figaro Madame, 3 novembre 2014
"J’avais grandi avec une image de moi qui n’était pas celle que j’allais être en vieillissant" : de plus en plus de jeunes hommes redoutent de devenir chauves", Le Monde, 3 janvier 2025

### Notices d'autorité
VIAF, ISNI, BNF

## Sources
1. ↑  Chloé Romeyer Jacommo, « "Le portrait de mode" Mémoire de Master 2 p. 40 », 2016
2. ↑  Léonie Orceau, « Frank Horvat, le reporter qui a révolutionné la photographie de mode au Jeu de Paume », Beaux-Arts,‎ 9 août 2023 (lire en ligne)
3. ↑  Elvire Perego, « HORVAT Frank », sur Encyclopedia Universalis
4. ↑  « dossier de presse Frank Horvat "Paris, le monde, la mode" p.12 », 2023
5. ↑  « The Fashion spot »
6. ↑  « Vintage fashion magazines »
7. ↑  Silvia Galipeau, « La face cachée du maquillage », La Presse,‎ 1er avril 2011 (lire en ligne, consulté le 24 mars 2025)
8. ↑  Isabelle Taubes, « "Voyages d'une psychanalyste" », Psychologie,‎ 1993, p. 20-22
9. ↑  « Annuaire Société de Psychanalyse Freudienne , p. 60 », 2024
10. ↑  « La séduction, Maurice Olender et Jacques Sojcher »
11. ↑  Frédéric Monneyron, « "La photographie de mode", p. 122-123 »
12. ↑  « L'obscénité des sentiments, éditions Cercle d'art », 2005
13. ↑  « Métaphysique de la mode », 2008
14. ↑  « Femmes, je vous aime », 2011
15. ↑  « Psychodrama Network News, p.4 »
16. ↑  « BNF »
17. ↑  Martine Tourol, « Psychoguide pour vague à l'âme », Psychologie,‎ 1987, p. 11-12
18. ↑  Marie-Louise Pierson, L'Image de Soi, p 28-29, Eyrolles, 2005 (ISBN 2-7081-3392-6, lire en ligne)
19. ↑  « INPI L'Image de Soi », 2002
20. ↑  « Eyrolles L'Image de Soi »
21. ↑  Marie-Louise Pierson, « La Imagen Personal »
22. ↑  Marie-Louise Pierson, « Come costruire la propia immagine »
23. ↑  « INPI Lecture d'Image »
24. ↑  « Eyrolles Valorisez votre image »
25. ↑  Isabelle Duranteau, « Les enjeux de l'apparence », Le Figaro Economie, no 16545,‎ 24 octobre 1997
26. ↑  « L'Image de Soi sur Psychologies »
27. ↑  Anne Jouan, « "Nos vêtements disent tout de nous!" », Le Figaro,‎ 20 novembre 2006 (lire en ligne)
28. ↑  Corinne Goldberger, « Mes vêtements déterminent-elles celle que je suis? », Marie-Claire,‎ janvier 2009 (lire en ligne)
29. ↑  Caroline Desages, « Se maquiller pour être soi », Psychologies,‎ 10 février 2011 (lire en ligne)
30. ↑  Viviane Chocas et Gaelle Rolin, « Les Françaises dans le miroir », Le Figaro Madame,‎ 31 octobre 2014 (lire en ligne)
31. ↑  Gaelle Rolin, « Les Français ne se trouvent pas si beaux », Le Figaro Madame,‎ 3 novembre 2014 (lire en ligne)
32. ↑  Jane Sebbar, « De plus en plus de jeunes hommes redoutent de devenir chauves », Le Monde,‎ 3 janvier 2025 (lire en ligne)